# كمال جوفين
كمال جوفين (بالتركية: Kemal Güven) هو سياسي تركي، ولد في 1921 في أرزينجان في تركيا، وتوفي في 10 يوليو 2013 في أنقرة في تركيا. نشط حزبياً في حزب الشعب الجمهوري. وقد انتخب عضو في البرلمان التركي.